# Renate Blume
Renate Blume (Bad Wildungen, 3 maggio 1944) è un'attrice tedesca.

## Vita privata
Dal 1969 al 1975 è stata sposata con il regista Frank Beyer. Dal matrimonio è nato un figlio, Alexander, attore. In seguito è stata per un periodo sentimentalmente legata all'attore Gojko Mitic. Nel 1981 si è sposata con l'attore e cantante statunitense Dean Reed; la coppia è rimasta unita fino alla morte di Reed, avvenuta in circostanze misteriose nel 1986 a 47 anni.

## Filmografia parziale

### Cinema
- Der geteilte Himmel, regia di Konrad Wolf (1964)
- ...e l'Inghilterra sarà distrutta (Die gefrorenen Blitze), regia di János Veiczi (1967)
- Ulzana, regia di Gottfried Kolditz (1974)
- Il principe dei sette mari (Der Prinz hinter den sieben Meeren), regia di Walter Beck (1982)

### Televisione
- Archiv des Todes - serie TV, 8 episodi (1980)
- Front ohne Gnade - serie TV, 10 episodi (1984)
- Barfuß ins Bett - serie TV, 14 episodi (1988-1990)
- 5 stelle (Fünf Sterne) - serie TV, 24 episodi (2005-2008)
- Omicidio in prima serata (Lindburgs Fall) - film TV (2011)